# Sava Pădureanu
Sava Pădureanu (n. 1848, București — d. 1918, București) a fost un compozitor și violonist român, de etnie romă, care a pus bazele unei trainice legături artistice cu Rusia, fiind lăutarul preferat al Țarului Alexandru al III-lea. Faima de care s-a bucurat la Petersburg ajunsese atât de mare încât, la apogeul carierei sale (1894 - 1904),  în comerțul rusesc puteau fi întâlnite șampania și țigările „Pădureanu”. A fost decorat atât de țar cât și de Regele Carol I al României.

## Biografie
Născut în anul 1848 în București, în cartierul lăutarilor, pe strada Sfinților nr. 39, a crescut de mic copil în atmosfera artistică a lăutarilor bucureșteni.

Coperta lucrării Souvenir de Mali Fontan, o polcă pentru pian de Sava Pădureanu, în amintirea perioadei când a cântat la localul Mali Fontan din Odessa.

În 1860 intră cobzar într-un taraf bucureștean, unde deprinde meșteșugul acompaniamentului, ceea ce i-a ușurat trecerea în scurt timp la studiul viorii.
În 1877 își alcătuiește un taraf propriu, acest taraf fiind ales (alături de taraful naistului Angheluș Dinicu) în 1885 ca reprezentant al muzicii românești la Expoziția Universală de la Paris ce urma să aibă loc în 1889.  La această Expoziție, taraful lui Pădureanu primește Diploma de onoare și Medalia de aur.
În 1891 are două concerte mari la Circul Piccadilly din Londra. Între piesele din repertoriul concertului se numără: obișnuitul „Marș național”, valsul „Te iubesc”, „Doina” și „Ciocârlia”, romanțele „Manola” și „Steluța”, „Mandolinata”, un potpuriu din Traviata de Verdi, cântecul „Am un leu și vreau să-l beu„ și propria compoziție „Sârba Expoziției”.
În 1894 taraful său (căruia i se adăugase recent violoncelistul ieșean Nicolae Barbu) merge într-un turneu de 4 luni la Petersburg, Rusia. Influența pe care o lasă aici este uriașă, compozitorul Rimski-Korsakov, de exemplu, auzind naiul în taraful lui Sava Pădureanu, îl introduce în lucrarea sa de operă-balet „Mlada”.
În vara anului 1895 cântă la restaurantul „Krestovski” din Petersburg. Tot acum participă la diferite evenimente caritabile organizate de înalta societate rusească (în special la teatrul Peterhof). La întoarcerea în țară, după trei luni de turneu, lăutarii din taraful lui Pădureanu au realizat un beneficiu de 50.000 de lei (undeva în jurul sumei de 500.000 USD astăzi).
În 1900, participă la a doua Expoziție de la Paris (alături de un alt taraf, condus de violonistul Cristache Ciolac). În toamna anului 1901 concertează la marile casinouri din Monte Carlo (în special Atrium și Palais des Beaux-Arts).
Revine aici într-un alt turneu în perioada 1908 - 1909.
În septembrie 1910 fiul său (Gheorghe Pădureanu) intră ca tenor la opera locală din Monte Carlo, cântând pentru câteva luni și în localuri diferite. În același an i se alătura orchestrei violonistul francez Eugene Ysaye.
În 1914-1915 înregistrează pentru casa de discuri Zonophon-Record din Berlin câteva discuri de gramofon („Potpuriu Românesc”, „Potpuriu Rusesc”, „Hora lui Pădureanu” etc.).

## Decesul
Moare în anul 1918 la București, la vârsta de aproape 70 de ani, fiind înmormântat la cimitirul „Pătrunjel” (azi „Reînvierea”) din Colentina.

## Compoziții
- Polca, pian, Editura Constantin Gebauer, București, 2 p.
- Souvenir de Mali Fontain, polka pentru pian, „dedicată dnei Sophie Scheins”, Editura E.P. Bernardi, Odesa, 3 p.

## Discografie
Discurile lui Sava Pădureanu au fost înregistrate la casa de discuri Zonophon-Record între anii 1914 - 1915 la București.
| An   | Număr de catalog  | Format                 | Piese                                            | Acompaniament            |
| 1914 | 500 636 / 500 904 | shellac, 25 cm, 78 RPM | Laza. Ceardaș Sorento (solo vioară)              | orchestra Sava Pădureanu |
| 1915 | 507 900 / 507 901 | shellac, 25 cm, 78 RPM | Potpouri național Mary, Mary                     | orchestra Sava Pădureanu |
| 1915 | 507 902 / 507 903 | shellac, 25 cm, 78 RPM | Mia Bella Hora lui Pădureanu (c. Sava Pădureanu) | orchestra Sava Pădureanu |